# 中沖剛
中沖 剛（なかおき ごう）は、日本の厚生労働官僚。厚生労働省大臣官房参事官や、愛知労働局長、大阪労働局長を経て、国際研修サービス代表取締役。

## 人物・経歴
富山県出身。東京大学法学部卒業。1981年労働省入省。広島県商工労働部職業安定課長、外務省在ドイツ日本国大使館一等書記官、国際労働機関総会日本政府代表顧問等を経て、1998年総務庁人事局企画調整課調査官。2000年労働省労政局勤労者福祉部福祉課長。
2001年厚生労働省職業安定局高齢・障害者雇用対策部障害者雇用対策課長。2002年厚生労働省労働基準局安全衛生部計画課長。2005年厚生労働省労働基準局労災補償部労災管理課長。2006年厚生労働省大臣官房参事官（会計担当）。
2008年愛知労働局長。2010年厚生労働省職業安定局高齢・障害者雇用対策部長。2012年厚生労働省労働基準局労災補償部長。2013年大阪労働局長。
2016年厚生労働省大臣官房付、退官、三井住友海上火災保険株式会社公務開発部営業第一課開発顧問。のち、株式会社国際研修サービス代表取締役。

## 親族
父は中沖豊元富山県知事。中沖雄富山銀行頭取は弟。